# Liste der Naturdenkmale im Landkreis Gießen
Die Liste der Naturdenkmäler im Landkreis Gießen nennt die Listen der in den Städten und Gemeinden im Landkreis Gießen gelegenen Naturdenkmäler.
| Ort         | Liste                                               | Anzahl der Naturdenkmäler |
| ----------- | --------------------------------------------------- | ------------------------- |
| Biebertal   | Liste der Naturdenkmäler in Biebertal               | 9                         |
| Fernwald    | Liste der Naturdenkmäler in Fernwald                | 7                         |
| Gießen      | Liste der Naturdenkmäler in Gießen                  | 5                         |
| Grünberg    | Liste der Naturdenkmäler in Grünberg (Hessen)       | 1                         |
| Heuchelheim | Liste der Naturdenkmäler in Heuchelheim an der Lahn | 1                         |
| Hungen      | Liste der Naturdenkmäler in Hungen                  | 4                         |
| Langgöns    | Liste der Naturdenkmäler in Langgöns                | 2                         |
| Laubach     | Liste der Naturdenkmäler in Laubach                 | 15                        |
| Lich        | Liste der Naturdenkmäler in Lich                    | 11                        |
| Pohlheim    | Liste der Naturdenkmäler in Pohlheim                | 3                         |
| Reiskirchen | Liste der Naturdenkmäler in Reiskirchen             | 2                         |
| Wettenberg  | Liste der Naturdenkmäler in Wettenberg              | 3                         |

## Belege und Anmerkungen
1. ↑  
Naturdenkmale. Landkreis Gießen, abgerufen am 22. Januar 2016.
2. ↑  Naturdenkmale. Stadt Gießen, 2016, archiviert vom Original (nicht mehr online verfügbar) am 24. Januar 2016; abgerufen am 22. Januar 2016.
3. 1 2  
Eines davon abgängig, jedoch noch auf der Naturdenkmalliste des Landkreises